# Mecas marginella
Mecas marginella là một loài bọ cánh cứng trong họ Cerambycidae.